# Guerra Helderberg
La Guerra Antirenta (también conocida como la Guerra de Helderberg) fue una revuelta de arrendatarios en el norte del estado de Nueva York entre 1839 y 1845. Los antirenta declararon su independencia del sistema señorial administrado por mecenas, resistiendo a los recaudadores de impuestos y exigiendo con éxito una reforma agraria. El conflicto resultó en la aprobación de leyes que ilegalizaron las tenencias feudales y prohibieron los arrendamientos superiores a 12 años.

## Eventos
El incidente comenzó con la muerte de Stephen Van Rensselaer III en 1839. Van Rensselaer, a quien se describía como un "terrateniente indulgente y benévolo", era el patroon de la región en aquella época. Como forma de desarrollar sus vastas propiedades, Van Rensselaer concedió a los inquilinos contratos de arrendamiento vitalicios a precios moderados.
Durante su vida, cuando los inquilinos tenían dificultades económicas, prefería aceptar el alquiler en forma de bienes y servicios en lugar de dinero en efectivo, permitir que los alquileres se acumularan o aceptar el pago parcial en lugar de desalojarlos. Sin embargo, sus contratos de arrendamiento también incluían una cláusula de "venta de un cuarto", que requería que los inquilinos que vendieran sus contratos de arrendamiento pagaran a Van Rensselaer una cuarta parte del precio de venta o un año adicional de alquiler. Los patronos eran dueños de todas las tierras en las que vivían los arrendatarios del valle del Hudson y utilizaban este sistema de arrendamiento feudal para mantener el control de la región.
Cuando murió, su riqueza se había reducido en la crisis económica conocida como el Pánico de 1837, así, el testamento de Van Rensselaer ordenó a sus herederos recaudar las rentas pendientes y los pagos del trimestre para aplicarlos a las deudas de su patrimonio. Cuando los herederos intentaron cobrar, los inquilinos que creían que sus deudas serían perdonadas tras la muerte de Van Renselaer no pudieron pagar las cantidades exigidas, no pudieron asegurar un plan de pago favorable de los herederos y no pudieron obtener alivio en los tribunales, por lo que se rebelaron.
La primera asamblea masiva de agricultores arrendatarios que condujo a la Guerra Antirrendataria se celebró en la cima de las montañas Helderberg en Berne, Nueva York, el 4 de julio de 1839. Emitieron una declaración de independencia, prometiendo: «Retomaremos la pelota de la Revolución donde nuestros padres la detuvieron y la haremos rodar hasta la consumación final de la libertad y la independencia de las masas». Entre sus tácticas estaba la huelga de alquileres, en la que los inquilinos se negaban a pagar sus contratos de alquiler a menos que los herederos de Van Rensselaer y los demás patrones aceptaran un acuerdo negociado.
En diciembre de 1839, los Anti-Inquilinos repelieron una cuadrilla de 500 hombres liderada por el sheriff del condado de Albany, Michael Artcher, que incluía a William Marcy y John Van Buren. El gobernador William Seward amenazó a los rebeldes con 700 milicianos y logró su rendición. Sin embargo, la insurrección seguía latente. Los "indios calicó" disfrazados resistieron el desalojo, la recaudación de impuestos y la aplicación de la ley, a veces embreando y emplumando a sus enemigos.
El conflicto obtuvo el apoyo de entre 25.000 y 60.000 de los aproximadamente 300.000 inquilinos del sistema de patroons. En enero de 1845, ciento cincuenta delegados de once condados se reunieron en la Iglesia Luterana de San Pablo en Berne para pedir acciones políticas para reparar sus agravios.

## Resultados
La Guerra Antirenta condujo a la creación del Partido Antirenta, que tuvo una fuerte influencia en la política del estado de Nueva York entre 1846 y 1851.  En 1845, el gobernador recién elegido Silas Wright tomó medidas para erradicar a los indios calicó e impulsó una ley que prohibía los disfraces.

### Citas
1. ↑  Huston, Reeve (2000). «The Parties and "The People": The New York Anti-Rent Wars and the Contours of Jacksonian Politics». Journal of the Early Republic 20 (2): 241-271. ISSN 0275-1275. JSTOR 3124703. doi:10.2307/3124703.
2. 1 2 3  Miller (1967), pp. 66–69.
3. ↑  Knewitz, Simone (2021). The Politics of Private Property. Lanham, MD: Lexington Books. p. 42. ISBN 978-1-7936-2376-8 – vía Google Books.
4. ↑  Persico, Joseph E. (October 1974). «Feudal Lords On Yankee Soil». American Heritage (Rockville, MD: American Heritage Publishing Company).
5. 1 2 3 4 5  Persico,.
6. 1 2 3  Knewitz,.
7. ↑  Wills, Matthew (1 de septiembre de 2020). «Rural Rent Wars of the 1840s». JSTOR Daily (en inglés estadounidense). Consultado el 24 de julio de 2023.
8. 1 2  Thomas Summerhill, "Anti-Rent Wars (New York)", in Encyclopedia of U.S. Labor and Working-class History Vol. 1, ed. Eric Arnesen; Routledge, 2007; ISBN 978-0-415-96826-3; pp. 118–119.
9. ↑  Huston, Reeve (2000). «The Parties and "The People": The New York Anti-Rent Wars and the Contours of Jacksonian Politics». Journal of the Early Republic 20 (2): 241-271. ISSN 0275-1275. JSTOR 3124703. doi:10.2307/3124703.
10. ↑  Levine, David (30 de julio de 2015). «History of America's Other Revolution: The Anti-Rent Wars». Hudson Valley Magazine (en inglés estadounidense). Consultado el 24 de julio de 2023.
11. ↑  Berne, NY: history, archivado desde el original el 5 de noviembre de 2011, consultado el 15 de abril de 2016.
12. ↑  Christman, Henry (June 1978). Tin Horns and Calico, a Decisive Episode in the Emergence of Democracy. ISBN 0-685-61130-2.
13. ↑  Michael Holt, The Rise and Fall of the American Whig Party: Jacksonian Politics and the Onset of the Civil War, NY: Oxford U Press, 1999, 240-42, 299,591-91,647,655-56.